# Осаждение атомных слоёв
Осаждение атомных слоёв, или атомно-слоевое осаждение; молекулярное наслаивание (англ. atomic layer deposition или англ. atomic layer epitaxy сокр., ALD; ALE) — технология нанесения тонких плёнок, основанная на последовательном использовании самоограниченных химических реакций для точного контроля толщины нанесённого слоя.

## Описание

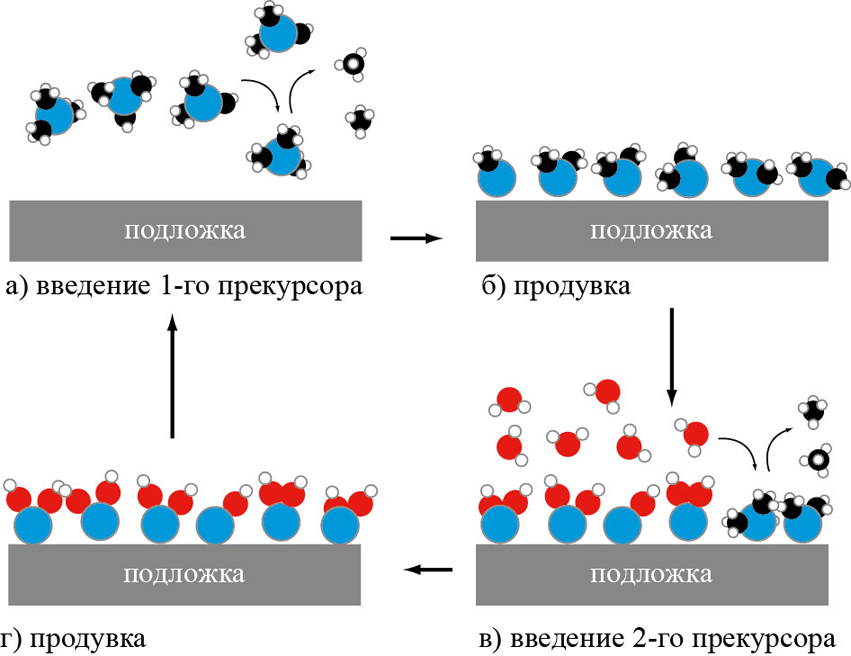
Схематическое изображение технологии ALD

Технология осаждения атомных слоёв, изначально названная «эпитаксия атомных слоёв», была предложена финским физиком Туомо Сунтола в 1974 году (за разработку этой технологии в 2018 году он стал лауреатом премии «Технология тысячелетия»). Эта технология во многом похожа на химическое осаждение из газовой фазы. Отличие состоит в том, что в технологии осаждения атомных слоёв используют химические реакции, в которых прекурсоры реагируют с поверхностью поочередно (последовательно) и не взаимодействуют между собой напрямую (не соприкасаются). Разделение прекурсоров обеспечивается продувкой азотом или аргоном. Поскольку используются самоограниченные реакции, суммарная толщина слоёв определяется не продолжительностью реакции, а количеством циклов, и толщину каждого слоя удаётся контролировать с очень высокой точностью.
Технология осаждения атомных слоёв используется для нанесения плёнок нескольких типов, включая плёнки различных оксидов (Al2O3, TiO2, SnO2, ZnO, HfO2), нитридов (TiN, TaN, WN, NbN), металлов (Ru, Ir, Pt) и сульфидов (например, ZnS). К сожалению, пока не существует достаточно дешёвых технологий выращивания таких технологически важных материалов, как Si, Ge, Si3N4, некоторых многокомпонентных оксидов.